# 成願寺 (津市)
成願寺（じょうがんじ）は、三重県津市白山町上ノ村にある天台真盛宗の寺院で、同宗の中本山である。山号は慧命山。院号は発心院。

## 歴史
この寺は、明応年間（1492年 - 1501年）この地の領主新長門守が開基となり、天台宗真盛派の祖真盛を開山として創建されたと伝えられ、その後この地域における真盛派の中心的寺院のひとつとなった。1584年（天正12年）兵火により焼失、1639年（寛永16年）に復興された。

## 文化財

##### 重要文化財
- 木造阿弥陀如来椅像
- 絹本著色涅槃図

##### 三重県指定文化財
- 紙本墨書成願寺文書6巻
- 布帛墨書真盛筆戸帳名号

##### 津市指定文化財
- 銅鐘